# Stronie (Wadowice)
Pour les articles homonymes, voir Stronie.
Stronie est une localité polonaise de la gmina de Stryszów, située dans le powiat de Wadowice en voïvodie de Petite-Pologne.